# Vi khuẩn dạng sợi phân đoạn
Vi khuẩn dạng sợi phân đoạn hoặc Candidatus Savagella là thành viên của hệ vi sinh vật đường ruột của các loài gặm nhấm, cá và gà, và đã được chứng minh là có khả năng gây ra phản ứng miễn dịch ở chuột. Chúng tạo thành một dòng dõi riêng biệt trong Clostridiaceae và cái tên Candidatus Savagella đã được đề xuất để gọi cho dòng dõi này.
Chúng trước đây được đặt tên là Candidatus Arthromitus vì sự giống nhau về hình thái của chúng với các vi khuẩn dạng sợi được quan sát trước đây trong ruột côn trùng bởi Joseph Leidy.
Mặc dù thực tế chúng được gọi là vi khuẩn dạng sợi phân đoạn, thuật ngữ này có chút vấn đề vì nó không cho phép người ta phân biệt giữa các vi khuẩn xâm chiếm vật chủ khác nhau hoặc ngay cả khi vi khuẩn dạng sợi phân đoạn thực sự là một số loài vi khuẩn khác nhau. Ở chuột, những vi khuẩn này phát triển chủ yếu ở cuối ruột hồi gần với biểu mô ruột nơi chúng được cho là giúp tạo ra phản ứng tế bào T của vật trợ giúp 17.
Một cách hấp dẫn, Vi khuẩn dạng sợi được phân đoạn đã được tìm thấy mở rộng ở những con chuột bị AID, không có khả năng đáp ứng miễn dịch phù hợp do suy giảm chức năng soma; thí nghiệm sống ghép cho thấy tầm quan trọng của IgA trong việc loại bỏ vi khuẩn dạng sợi phân đoạn. Điều này đồng hành với một nghiên cứu trước đây chứng minh khả năng của xâm chiếm đơn với vi khuẩn dạng sợi phân đoạn để tăng đáng kể cấp IgA niêm mạc. Vi khuẩn dạng sợi phân đoạn là loài đặc trưng và có thể quan trọng đối với sự phát triển miễn dịch.